# ビッグネームファン
ビッグネームファン(Big Name Fan、BNF)とは、SFやファンタジーや漫画などのファンダム内で使用される語で、同人誌などに論考や二次創作、イラストなどを発表するファンのうちでも特に有名な人物がこう呼ばれる。

## 特徴
BNFは大抵、他のファンの尊敬を集めるような知的で言葉遣いが丁寧な人物である。コンベンションにおいてサインを求められることもある。世界SF大会では例年数名のBNFがファン・ゲスト・オブ・オナーとして招待されている。
BNFとは周囲から評価されるものであり、自らBNFであると名乗るのは恥ずかしいことだと思われている。
この語は1955年にウィルスン・タッカーが "The Neo-Fan Guide"で使用したのが最初とされる。
他の初期の例としては 1959年の "Fancyclopedia II"  や1962年のドナルド・フランソンの著書 "A Key to the Terminology of Science-Fiction Fandom"
をあげることができる。
そこでの "BNF" のオリジナルの意味は「SFファンダムの中でよく知られている人物」
である。
一般のファンは、BNF と呼ばれる人に対して相反する感情を抱いている。BNF という語には傲慢で自惚れているというマイナスの語感も含まれているためである。そのため、BNF であると思われている人の多くは自ら BNF という語を使用しないようにしている。
BNF の例として、ベフ・ビンセント(Bev Vincent)を挙げることができる。彼はスティーブン・キングのメッセージボードにしばしば行き、雑誌『Cemetery Dance』にキングのコラムを書いた。2004年にビンセントは著書「暗黒の塔への道」でキングの作品「ダーク・タワー」の分析を行なっている。彼は他にも短編やセミプロジンを出しているにもかかわらず、このキングについてのレビューがもっともよく知られている。
「スタートレック」のファンフィクション作品 "Kraith" の著者であるジャクリン・リヒテンバーグもBNFからプロの作家や脚本家になった例として挙げられる。
ポッドキャスティングが広まったことにより、BNFの数が増加している。
日本人のBNFの例としては、柴野拓美が挙げられる。